# PNC Park
PNC Park er et baseballstadion i Pittsburgh i Pennsylvania, USA, der er hjemmebane for MLB-klubben Pittsburgh Pirates. Stadionet har plads til 38.496 tilskuere, og blev indviet 31. marts 2001. Her erstattede det Pirates gamle hjemmebane, Three Rivers Stadium.